# Eclytus clementinus
Eclytus clementinus là một loài tò vò trong họ Ichneumonidae.